# Bethel Heights
Bethel Heights – miasto w Stanach Zjednoczonych, w stanie Arkansas, w hrabstwie Benton.